# Kwango
La província de Kwango és una de les 26 divisions polítiques de la República Democràtica del Congo, vigent des de la divisió ordenada per Constitució del 2005. Segons aquesta norma, les noves províncies havien de començar a operar 36 mesos després d'instal·lar-se les noves autoritats. La capital és Kenge.